# La Ratte
La Ratte (titre original : Die Rättin) est un roman de Günter Grass, publié en 1985. Il a été traduit en français par Jean Amsler et est paru aux éditions du Seuil en France deux ans plus tard.
La Ratte se conçoit comme une parabole dystopique sur l'avenir de l'humanité et une lointaine suite du Tambour, le roman le plus connu de son auteur. Oskar Matzerath, l'ancien nain au tambour en fer blanc, dont la voix avait le pouvoir de briser le verre, est devenu quinquagénaire. À l'occasion du 107e anniversaire de sa grand-mère, la Cachoube Anna Koljaicek, il revient sur les terres de sa jeunesse : l'ancienne ville libre de Dantzig (l'actuelle Gdańsk) qui fut à l'origine de la Seconde Guerre mondiale et marque la fin du XXe siècle par les manifestations menées par le syndicat Solidarność contre le régime communiste polonais.
En restant fidèle à son style épique, son ironie et sa volubilité, Grass approfondit sa technique narrative habituelle qui imbrique plusieurs récits, voix et temporalités. Cependant, par le truchement d'une catastrophe nucléaire, il investit le champ de l'anticipation et met en cause le caractère monstrueux des sociétés modernes.

## Résumé
L'humanité est anéantie. En rêve, une ratte avait pourtant prophétisé l'avenir funeste d'une société suicidaire, incapable de faire face aux dangers qu'elle engendrait.
Aveuglés par leur technologie dont ils préféraient ignorer le caractère monstrueux, les hommes espéraient en vain recevoir la grâce divine. Dans son vaisseau spatial, le narrateur principal survole la terre dévastée et pleure la disparition de l'espèce humaine. Il garde le souvenir de plusieurs personnes dont il conte le destin… L'une de ces personnes était le peintre faussaire Lothar Malskat, auteur de fausses fresques dans l'église Sainte-Marie de Lübeck.
Oskar Matzerath lui revient également en mémoire. Près de la soixantaine, Oskar revient à Dantzig pour célébrer l'anniversaire de sa grand-mère Anna, devenue centenaire. En creux s'ouvre une interrogation : est-il possible de s'allier aux rats de la ville pour survivre dans les ruines de la civilisation ?